# Harpactea apollinea
Harpactea apollinea este o specie de păianjeni din genul Harpactea, familia Dysderidae, descrisă de Brignoli, 1979.
Este endemică în Grecia. Conform Catalogue of Life specia Harpactea apollinea nu are subspecii cunoscute.